# Конецпольські (герб княжий)
Конецпольські (Конєцпольські) (княжий герб) (пол. Koniecpolski Książę (Koniecpolski) – княжий герб, різновид герба Побуг.

## Опис герба
Опис згідно з класичними правилами блазонування:
У блакитному полі срібна підкова, з золотим лицарським хрестом на дузі. Над щитом мантія і княжа корона.
Зображення цього герба дають Юліуш Кароль Островський, С.Орґенбрандт Encyklopedja Powszechna і Тадеу Гайль.

## Гербовий рід
Конецпольські.

### Відомі власники
- Олександр Конецпольський, син гетьмана Станіслава Конєцпольського і каштелян войницький Христини Любомирської, в 1637[4] (cz. 1650[5]) отримав титул князя римської імперії від імператора Фердинанда III, великий коронний хорунжий від 1641, регіментар гетьманський у 1648-1649 роки, воєвода сандомирский від 1656 (пом. у 1659). Від Йоанни Барбари, дочки канцлера Томаша Замойського, мав двох синів, які померли, не залишивши потомства:
- Самуїл Конецпольський, князь, пом. за молодості.
- Станіслав Конецпольський, князь і граф в Тарнові, обозний коронний 1676, воєвода подільський 1679, каштелян краківський 1682 (1682 р.), зять гетьмана Дмитра Юрія Вишневецького.